# Луна (опера)
Луна́ (нем. Der Mond — одноактная опера Карла Орфа по одноимённой сказке Братьев Гримм. Либретто написано композитором, который определил жанр оперы как «маленький мировой театр». Премьера оперы состоялась 5 февраля 1939 года в Баварской государственной опере в Мюнхене, там же состоялось и первое представление новой редакции оперы 26 ноября 1950 года. Продолжительность оперы составляет около одного часа, обычно её представляют вместе с оперой «Умница» (нем. Die Kluge).

## Действующие лица
| Партия           | Голос            | Исполнитель на премьере 5 февраля 1939 Дирижёр: Клеменс Краус |
| ---------------- | ---------------- | ------------------------------------------------------------- |
| Рассказчик       | тенор            | Юлиус Патцак                                                  |
| Святой Пётр      | бас              | Пауль Бендер                                                  |
| Крестьянин       | баритон          |                                                               |
| Первый парень    | баритон          | Франц Тео Ройтер                                              |
| Второй парень    | баритон          | Эмиль Граф                                                    |
| Третий парень    | тенор            | Карл Остертаг                                                 |
| Четвёртый парень | бас              | Георг Витер                                                   |
| Староста         | разговорная роль | Амброс Витт                                                   |

## Содержание
История о том, как четыре парня украли в другой стране луну, принесли её в родные края и повесили на дереве. Всю жизнь они собирали с жителей плату за лунный свет, подливали в лунную лампу масло и подправляли фитиль. Когда владельцы луны умирали, они пожелали, чтобы им в гроб положили четверть луны. Со смертью последнего из них в мире воцарился мрак, зато в преисподней свет от соединившихся четвертинок луны разбудил мертвецов, которые стали затевать шумные пирушки и ссоры. Шум из преисподней добрался до рая, привратник Пётр спустился в преисподнюю, отнял луну и поместил её на небесах.

## Избранные записи
- Die Kluge, Der Mond, дирижёр: Курт Айхорн, 1970, RCA Classic
- Die Kluge, Der Mond, Элизабет Шварцкопф, Готлоб Фрик, Марсель Кордес, Бенно Куше, Герман Прей, Густав Найдлингер, Ханс Хоттер, Карл Шмитт-Вальтер, дирижёр: Вольфганг Заваллиш, 1990, EMI Classics